# Pointe Saint-Nicolas (Groix)
Ne doit pas être confondu avec Pointe de Saint-Nicolas.
La pointe Saint-Nicolas est une presqu'île de l'île de Groix (Morbihan).